# Kasteel van Sully-sur-Loire
Het Kasteel van Sully-sur-Loire (Frans: Château Sully sur Loire) is een van de kastelen van de Loire, in de gemeente Sully-sur-Loire. Het werd aan het einde van de 14e eeuw gebouwd, op een plek die sinds de Gallo-Romeinse periode een van de zeldzame oversteekplaatsen van de Loire was. De meest bekende eigenaar was Maximiliaan de Béthune (1599-1641), eerste hertog van Sully en groot-minister van koning Hendrik IV van Frankrijk. Hij gaf ook de opdracht de kasteeltuinen te ontwerpen, het kasteel te vergroten en te restaureren en dijken te laten bouwen tegen overstroming van de stad.
In 1918 ging een deel van het kasteel verloren door een brand waardoor dat gedeelte in 1922-1923 is herbouwd in een andere stijl.
Het Kasteel van Sully-sur-Loire is vier eeuwen eigendom geweest van de familie, sinds 1928 geregistreerd als monument en sinds 1962 eigendom van het departement Loiret.
Indeling:

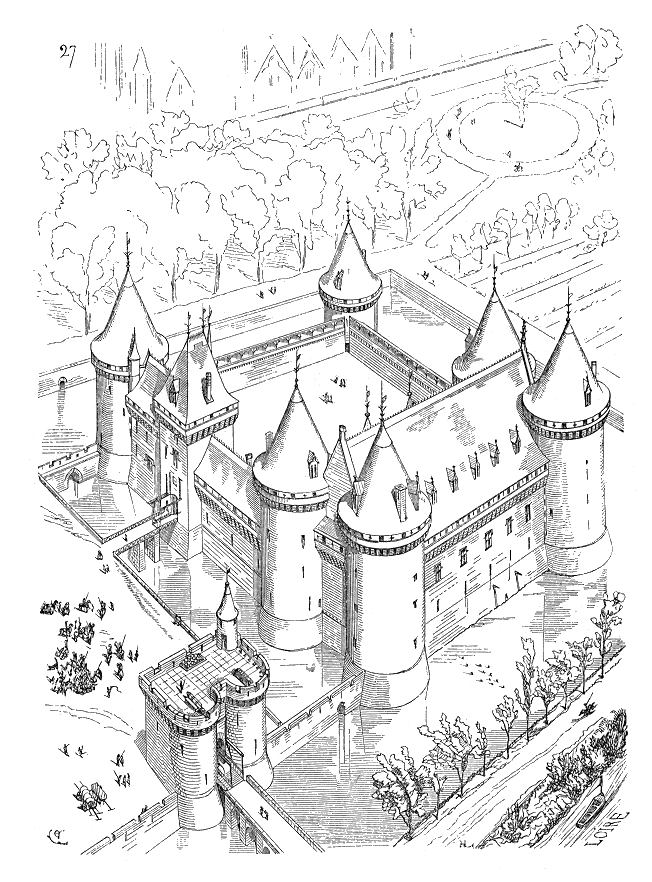
Kasteel van Sully-sur-Loire

- De vierkante Poorttoren, toegang tot het binnenhof
- Het kleine slot (2e deel 15e eeuw)
- De grote salon (voorheen entree, grote slaapkamer en kabinet)
- De Lodewijk XV-vleugel (18e eeuw alwaar een galerij de Poorttoren en de Slottoren verbond)
- De grafkamer
- De slottoren, ontworpen door Raymond du Temple, omvat drie verdiepingen en is een rechthoekig gebouw van 39 bij 16 meter met op de hoeken vier torens.
- De grote Benedenzaal (voorheen bezoekzaal, keuken en dienstvertrekken)
- De eetzaal (voorheen entree en werkkamer)

1e verdieping
- De kleine salon (voorheen slaapkamer)
- De grote Bovenzaal (voorheen zaal voor rechtspraak en feestzaal)
- De pronkkamer/ Koninklijke slaapkamer

Zolder de bovenverdieping van de slottoren
- De kleine zolder (voorheen opslagruimte en later ook slaapkamer)
- De grote zolder (voorheen opslagruimte)